# Bovengrens en ondergrens
In de wiskunde is een bovengrens of majorant van een deelverzameling {\displaystyle S} van een partieel geordende verzameling {\displaystyle V} een element {\displaystyle g\in V} waarvoor geldt dat {\displaystyle x\leq g} voor alle {\displaystyle x\in S}. Als er een bovengrens is van {\displaystyle S}, heet {\displaystyle S} een naar boven begrensde deelverzameling van {\displaystyle V}.
Op analoge wijze is een ondergrens of minorant van {\displaystyle S} gedefinieerd als een element {\displaystyle k\in V} waarvoor geldt dat {\displaystyle x\geq k} voor alle {\displaystyle x\in S}. Als er een ondergrens is van {\displaystyle S}, heet {\displaystyle S} een naar onder begrensde deelverzameling van {\displaystyle V}.
In de analyse geldt eveneens dat een bovengrens van een functie {\displaystyle f\colon A\to B} een getal {\displaystyle g} is, waarvoor geldt dat {\displaystyle f(x)\leq g} voor alle {\displaystyle x\in A}. Ook hier geldt het analoge voor de ondergrens: {\displaystyle f(x)\geq k} voor alle {\displaystyle x\in A}.
Een functie met een bovengrens heet ook naar boven begrensd. Een functie met een ondergrens heet naar onder begrensd. Een begrensde functie heeft zowel een ondergrens als een bovengrens. 

## Verwante begrippen

### Maximum en minimum
Indien er voor een deelverzameling {\displaystyle S} van een partieel geordende verzameling {\displaystyle V} een element {\displaystyle M\in S} bestaat zodanig dat {\displaystyle x\leq M} voor alle {\displaystyle x\in S}, dan heet {\displaystyle M} het maximum van {\displaystyle S}. Het maximum {\displaystyle M} dient dus een bovengrens van {\displaystyle S} te zijn en tevens tot {\displaystyle S} te behoren. Men noteert: {\displaystyle M=\max(S)}.
Analoog is {\displaystyle m\in S} een minimum van {\displaystyle S}, indien voor alle {\displaystyle x\in S} geldt dat {\displaystyle m\leq x}. Hier is {\displaystyle m} dus een ondergrens die tot de verzameling behoort. Men noteert: {\displaystyle m=\min(S)}.

### Supremum en infimum
De kleinste bovengrens van {\displaystyle S}, als deze bestaat, wordt het supremum {\displaystyle \sup(S)} van {\displaystyle S} genoemd. In feite is het supremum van {\displaystyle S} het minimum van de majoranten van {\displaystyle S}:
{\displaystyle \sup(S)=\min\{x\in V\mid s\leq x,{\text{ voor alle }}s\in S\}}
Analoog wordt de grootste ondergrens van {\displaystyle S}, als deze bestaat, het infimum {\displaystyle \inf(S)} van {\displaystyle S} genoemd. Het infimum van {\displaystyle S} is het maximum van de minoranten van {\displaystyle S}:
{\displaystyle \inf(S)=\max\{x\in V\mid x\leq s,{\text{ voor alle }}s\in S\}}

## Eigenschappen
Laat {\displaystyle S} een deelverzameling zijn van een partieel geordende verzameling {\displaystyle V}.
- Als {\displaystyle \max(S)} bestaat, is dit maximum gelijk aan {\displaystyle \sup(S)}.
- Als {\displaystyle \min(S)} bestaat, is dit minimum gelijk aan {\displaystyle \inf(S)}.
- Als {\displaystyle S} niet naar boven begrensd is, zegt men wel dat {\displaystyle \sup(S)=+\infty }.
- Als {\displaystyle S} niet naar onder begrensd is, zegt men wel dat {\displaystyle \inf(S)=-\infty }.

## Voorbeelden
- Neem de deelverzameling {\displaystyle S=\{1,2,3,9\}} van {\displaystyle \mathbb {R} }; dan is bijvoorbeeld 12 een bovengrens van {\displaystyle S}, aangezien voor ieder getal {\displaystyle x\in S} geldt dat {\displaystyle x\leq 12}. Overigens is 9 het supremum en tevens het maximum.
- Beschouw de volgende deelverzamelingen {\displaystyle S} van de reële getallen {\displaystyle \mathbb {R} }.

| {\displaystyle S}                                          | {\displaystyle \max(S)} | {\displaystyle \sup(S)}  | {\displaystyle \min(S)} | {\displaystyle \inf(S)}  |
| {\displaystyle [0,1]}                                      | 1                       | 1                        | 0                       | 0                        |
| {\displaystyle (0,1)}                                      | -                       | 1                        | -                       | 0                        |
| {\displaystyle \mathbb {R} }                               | -                       | {\displaystyle +\infty } | -                       | {\displaystyle -\infty } |
| {\displaystyle \{{\tfrac {1}{n}}\|n\in \mathbb {N} ^{+}\}} | 1                       | 1                        | -                       | 0                        |
- Neem de functie {\displaystyle f\colon \mathbb {R} \to \mathbb {R} ;f(x)=4-x^{2}}. Elke {\displaystyle u\in [4,\infty )} is een bovengrens van {\displaystyle f}. De functie heeft geen minimum, maar wel is {\displaystyle \max(f)=\sup(f)=4}.